# Sándor Szomori
Sándor Szomori, madžarski rokometaš, * 6. november 1910, Budimpešta, † 27. oktober 1989, Budimpešta.
Leta 1936 je na poletnih olimpijskih igrah v Berlinu v sestavi madžarske rokometne reprezentance osvojil četrto mesto.